# 殷一璀
殷一璀（1955年1月—），浙江苍南人，女，汉族。1973年6月加入中国共产党。华东师范大学历史系历史专业毕业，国际政治与世界经济专业硕士研究生，副教授。中共第十六届、十七届中央候补委员。曾任上海市人大常委會主任。

## 早年经历
中学毕业后，殷一璀进入上海一家国营商店当营业员。1978年参加高考，入华东师范大学历史系学习。毕业后留校任教，历任华东师范大学历史系团总支部书记、政治辅导员、教师，校青年部部长，1986年出任中共华东师范大学党委副书记。

## 仕途
1992年，殷一璀离开校园，出任中共上海市静安区委副书记，副区长，开始从政之路。此后历任上海市人民政府教育卫生办公室副主任，市教育委员会副主任、市委教育工委副书记；市政府副秘书长等职。2000年11月，任中共上海市委常委、宣传部部长。2002年5月晋升中共上海市委副书记，历经黄菊、陈良宇、习近平、俞正声等四任市委书记。2013年2月1日，上海市十四届人大一次会议第四次全体会议选举殷一璀为上海市人大常委会主任。2013年4月20日，免去殷一璀的上海市委副书记，常委职务。2020年1月18日，上海市第十五届人民代表大会第三次会议上通过了关于接受殷一璀辞去市人大常委会主任职务请求的决定。5月18日，补选为全国人大教科文卫委员会副主任委员。

## 家庭
其父殷为光曾任上海市人民政府外事办公室主任。